# Philiris marginata
Philiris marginata är en fjärilsart som beskrevs av Grose-smith 1894. Philiris marginata ingår i släktet Philiris och familjen juvelvingar. Inga underarter finns listade i Catalogue of Life.